# Néstor Almendros
Néstor Almendros Cuyàs (Barcelona, 30 d'octubre de 1930 - Nova York, 4 de març de 1992) fou un director de fotografia català, que fou membre de l'ASC (American Society of Cinematographers).

## Biografia
El 1939, després de la Guerra Civil espanyola, el seu pare, el pedagog Herminio Almendros (Almansa, Espanya, 1898 - L'Havana, Cuba, 1974), introductor a l'Estat espanyol del mètode pedagògic de Célestin Freinet, s'exilià a Cuba. El Néstor va romandre amb la seva mare, la mestra i inspectora d'educació Maria Cuyàs Ponsa, i els seus dos germans, fins que el 1948 es va reunir amb el pare a Cuba. Uns mesos després seguiria el mateix camí la resta de la família.
El 1951, juntament amb Guillermo Cabrera Infante i Tomás Gutiérrez Alea, Néstor Almendros fundà la Cinemateca de Cuba, clausurada per la dictadura de Fulgencio Batista el 1954. El 1955, l'any en què a Cuba es llicencià en Filosofia i Lletres, Almendros marxà a Nova York a estudiar-hi cinema al New York City College. L'any següent, estudià a Roma, al Centro Sperimentale di Cinematografica. El 1957 tornà als Estats Units, on ensenyà espanyol al Vassar College (estat de Nova York) durant dos anys; mentrestant, dirigí peces teatrals d'estudiants hispans al Middlebury College.
Després de la Revolució Cubana de 1959, Néstor Almendros tornà a l'illa, on rodà documentals per a l'Instituto Cubano de Arte en Industria Cinematográfica (ICAIC), com ara Gent a la platja, (1961). En desacord amb la dictadura comunista de Fidel Castro, Almendros marxà de Cuba el 1962, i es dirigí a França, animat per la nouvelle vague. Hi dugué a terme una brillant carrera com a director de fotografia, amb pel·lícules com ara L'infant salvatge (1969), o La història d'Adéle (1975) de François Truffaut o totes les realitzades per Éric Rohmer entre 1966 i 1976 (La col·leccionista, La meva nit amb Maud, El genoll de Clara, etc.). Més endavant, alternà els seus treballs a França amb d'altres als Estats Units com ho foren les pel·lícules Days of Heaven, de Terrence Malick, amb la qual va obtenir un Oscar de fotografia el 1978, Kramer contra Kramer (1981), Sota sospita (1982) i Billy Bathgate (1991), de Robert Benton, Le Dernier métro (1980), de nou amb Truffaut, La decisió de Sophie (1982), d'Alan J. Pakula (per la fotografia de la qual fou nominat al premi Oscar el 1983) o Pauline à la plage (1983), una altra vegada amb Rohmer. També codirigí el documental anticastrista Conducta impròpia (1984), amb Orlando Jiménez Leal.
El 1980 publicà a França la seva autobiografia (Un homme à la caméra), on comenta que la seva fotografia per a la pel·lícula Days of Heaven, va estar molt influïda per les imatges del pintor nord-americà Andrew Wyeth.
L'associació Human Rights Watch i la Film Society del Lincoln Center (Nova York), crearen el Nestor Almendros Prize per premiar el coratge i el compromís amb els drets humans en la realització d'una pel·lícula. L'Istituto Cinematografico dell'Aquila italià i l'AIC (associació italiana de directors de fotografia) crearen el Nestor Almendros Award per a joves directors de fotografia. Ell va ser un dels millors.

## Filmografia

### Director de fotografia
- Gente en la playa, dirigida per Néstor Almendros (1960, B/N)
- Nadja à Paris, curtmetratge dirigit per Eric Rohmer (1964, B/N)
- Saint Germain-des-Prés, episodi de Paris vu par..., dirigit per Jean Douchet (1965, col.)
- Place de l'Etoile, episodi de Paris vu par..., dirigit per Eric Rohmer (1965, col.)
- Une étudiante d'aujourd'hui, curtmetratge dirigit per Eric Rohmer (1966, B/N)
- La Collectionneuse, dirigida per Eric Rohmer (1967, col.)
- Els corredors salvatges (The Wild Racers), dirigida per Daniel Haller i, tot i no sortir als crèdits, Roger Corman (1968, col.)
- Gun Runner, dirigida per Richard Compton (1969, col.)
- More, dirigida per Barbet Schroeder (1969, col.)
- Ma nuit chez Maud, dirigida per Eric Rohmer (1969, B/N)
- Le Genou de Claire, dirigida per Eric Rohmer (1970, col.)
- L'infant salvatge (L'Enfant sauvage), dirigida per François Truffaut (1970, B/N)
- Domicile conjugal, dirigida per François Truffaut (1970, col.)
- Sing-Sing, curtmetratge dirigit per Barbet Schroeder (1971, col.)
- Maquillages, curtmetratge dirigit per Barbet Schroeder (1971, col.)
- Le Cochon aux patates douces, curtmetratge dirigit per Barbet Schroeder (1971, col.)
- Les dues angleses i el continent, (Les deux anglaises et le continent), dirigida per François Truffaut (1971, col.)
- Poil de carotte, dirigida per Henri Graziani (1972, col.)
- La Vallée, dirigida per Barbet Schroeder (1972, col.)
- L'Amour l'après-midi, dirigida per Eric Rohmer (1972, col.)
- L'Oiseau rare, dirigida per Jean-Claude Brialy (1973, col.)
- Idi Amin Dada, documental, dirigit per Barbet Schroeder (1974, col.)
- La Gueule ouverte, dirigida per Maurice Pialat (1974, col.)
- Cockfighter, dirigida per Monte Hellman (1974, col.)
- Més petites amoureuses, dirigida per Jean Eustache (1974, col.)
- El rodamon cavaller (The Gentleman Tramp), dirigida per Richard Patterson (1975, B/N i col.)
- L'Histoire d'Adèle H., dirigida per François Truffaut (1975, col.)
- Des journées entières dans les arbres, dirigida per Marguerite Duras (1976, col.)
- La Marquesa Von... (Die Marquise von O...), dirigida per Eric Rohmer (1976, col.)
- Maîtresse, dirigida per Barbet Schroeder (1976, col.)
- Beaubourg (Beaubourg, centre d'art et de culture Georges Pompidou), documental, dirigit per Roberto Rossellini (1977, col.)
- L'home a qui agradaven les dones (L'Homme qui aimait les femmes), dirigida per François Truffaut (1977, col.)
- Cambio de sexo, dirigida per Vicente Aranda (1977, col.)
- La vida al davant (La Vie devant soi), dirigida per Moshé Mizrahi (1977, col.)
- L'habitació verda (La Chambre verte), dirigida per François Truffaut (1978, col.)
- Dies de cel (Days of Heaven), dirigida per Terrence Malick (1978, col.)
- Cap al Sud (Goin' South), dirigida per Jack Nicholson (1978, col.)
- Perceval el Gal (Perceval le Gallois), dirigida per Eric Rohmer (1978, col.)
- Koko, le gorille qui parle, dirigida per Barbet Schroeder (1978, col.)
- L'amor fuig (L'Amour en fuite), dirigida per François Truffaut (1979, B/N i col.)
- Kramer contra Kramer (Kramer vs. Kramer), dirigida per Robert Benton (1979, col.)
- El llac blau (The Blue Lagoon), dirigida per Randal Kleiser (1980, col.)
- Le Dernier métro, dirigida per François Truffaut (1980, col.)
- Espurna de la nit (Still of the Night), dirigida per Robert Benton (1982, col.)
- La decisió de Sophie (Sophie's Choice), dirigida per Alan J. Pakula (1982, col.)
- Pauline à la plage, dirigida per Eric Rohmer (1983, col.)
- Per fi diumenge! (Vivement dimanche!), dirigida per François Truffaut (1983, B/N)
- Llocs al cor (Places in the Heart), dirigida per Robert Benton (1984, col.)
- Heartburn, dirigida per Mike Nichols (1986, col.)
- Nadine, dirigida per Robert Benton (1987, col.)
- Imagine: John Lennon, documental, dirigit per Andrew Solt (1988, col.)
- Lliçons de la vida (Life Lessons), episodi de New York Stories - Històries de Nova York (New York Stories), dirigida per Martin Scorsese (1989, col.)
- Made in Milan, curtmetratge dirigit per Martin Scorsese (1990, col.)
- Billy Bathgate, dirigida per Robert Benton (1991, col.)

### Director
- Una confusión cotidiana, curtmetratge, codirigit amb Tomás Gutiérrez Alea (1950)
- Ritmo de Cuba, curtmetratge documental (1960)
- Gente en la playa (1960)
- Escuelas rurales, documental (1960)
- Nadie escuchaba, documental, codirigit amb Jorge Ulla (1984)
- Mauvaise conduite, documental, codirigit amb Orlando Jiménez Leal (1984)

### Altres
- Ritmo de Cuba, curtmetratge documental, dirigit per Néstor Almendros (1960)
- Gente en la playa, dirigida per Néstor Almendros (1960, productor)
- La Muette, episodi de Paris vu par..., dirigit per Claude Chabrol (1965, director adjunt)
- Le Père Noël a les yeux bleus, migmetratge, dirigit per Jean Eustache (1966, assistent cameraman)
- La col·leccionista (La collectionneuse), dirigida per Eric Rohmer (1967, actor)
- More, dirigit per Barbet Schroeder (1969, escenògraf)
- Villa des dunes, dirigida per Madeleine Hartmann-Clausset (1975, assessor tècnic)